# Geumcheon-gu
Geumcheon-gu se encuentra en la esquina suroeste de la ciudad, al sur del Río Han. Limita al oeste con el río de Anyang, y en parte por el este con Gwanak Mountain, una parte dominante del horizonte sur de Seúl.
Muchas empresas de tecnología están alojados en Geumcheon-gu y varias sedes grandes se encuentran aquí, aunque el nivel de ingresos de los habitantes de Seúl aquí es más bajo que el promedio. El ferrocarril de la estación de Seúl Gyeongbu a la estación de Busan atraviesa, así como del metro de Seúl líneas 1 y 7.

## Divisiones administrativas
- Gasan-dong (Hangul:가산동 Hanja:加山洞)
- Doksan-dong (Hangul:독산동 Hanja:禿山洞)
- Siheung-dong (Hangul:시흥동 Hanja:始興洞)